# Pittasoma rufopileatum
La pitta formichiera caporossiccio, nota anche come pitta formichiera corona rossiccia o pittasoma caporossiccio (Pittasoma rufopileatum Hartert, 1901) è un uccello passeriforme della famiglia Conopophagidae.

## Etimologia
Il nome scientifico della specie, rufopileatusm, deriva dal latino e significa "dal pileo color ruggine", in riferimento alla livrea di questi uccelli.

## Descrizione

### Dimensioni
Misura 16-17,5 cm di lunghezza, per 96-97 g di peso.

### Aspetto
Si tratta di uccelli dall'aspetto robusto e massiccio, muniti di grossa testa allungata con becco robusto, conico e appiattito, dall'estremità leggermente ricurva verso il basso, mentre le ali sono corte e arrotondate, la coda è quasi inesistente e squadrata e le zampe sono forti e allungate.
Il piumaggio, come intuibile dal nome comune, è di colore bruno-rossiccio su fronte, vertice e nuca, delimitato ai lati da uno spesso sopracciglio nero che va dai lati del becco alla nuca, sottolineando quasi interamente anche gli occhi: guance e gola sono di color beige-nocciola, dorso, ali e coda sono di colore bruno (il primo più scuro e con sfumature grigio-nerastre, le seconde con una piccola macchia circolare bianca alla base di copritrici e remiganti) e petto e ventre sono bianchi con singole penne barrate trasversalmente di nero, a dare un effetto tassellato all'area.

Il dimorfismo sessuale è evidente, con femmine dall'area rossiccia cefalica più smorta, con sopracciglio grigiastro e area ventrale dello stesso colore della gola con barrature più scure (e brune anziché nere) presenti solo su petto e fianchi.
In ambedue i sessi il becco e le zampe sono di colore nerastro, mentre gli occhi sono di colore bruno-rossiccio.

## Biologia
Si tratta di uccelli dalle abitudini di vita diurne, che vivono da soli o in coppie e si dimostrano molto elusivi, correndo o saltellando velocemente al suolo e passando la maggior parte della giornata alla ricerca di cibo, talvolta rimanendo immobili per lungo tempo.
Il richiamo di questi uccelli è costituito da fischi bitonali intervallati da pause di un paio di secondi, vagamente simili ai versi di una piccola scimmia.

### Alimentazione
La dieta di questi uccelli non è ancora stata documentata con precisione, tuttavia si pensa che essa si componga perlopiù di piccoli invertebrati e bacche rinvenuti al suolo.

### Riproduzione
L'unico dato riguardante le abitudini riproduttive della pitta formichiera caporossiccio riguarda degli esemplari in amore osservati nel mese di febbraio: molto verosimilmente si tratta di uccelli monogami, che si riproducono una volta l'anno.

## Distribuzione e habitat
La pitta formichiera caporossiccio è diffusa lungo la fascia costiera pacifica del Sudamerica nord-occidentale, dal nord-ovest della Colombia (sud del dipartimento di Chocó) al nord-ovest dell'Ecuador.
L'habitat di questi uccelli è rappresentato dalla foresta umida (anche secondaria) con presenza di denso sottobosco, fino a 1100 m di quota.

## Tassonomia
Se ne riconoscono tre sottospecie:
- Pittasoma rufopileatum rufopileatum Hartert, 1901 - la sottospecie nominale, diffusa nella porzione meridionale dell'areale occupato dalla specie (province ecuadoregne di Esmeraldas e Pichincha);
- Pittasoma rufopileatum harterti Chapman, 1917 - endemica della costa sud-occidentale della Colombia (dipartimento di Nariño);
- Pittasoma rufopileatum rosenbergi Hellmayr, 1911 - diffusa nella porzione settentrionale dell'areale occupato dalla specie;

Alcuni autori sarebbero propensi a sinonimizzare la sottospecie harterti alla nominale.